# Rammbock
Der Rammbock (auch Sturmbock oder Widder) ist eine Belagerungswaffe, die bis zum Mittelalter oft Verwendung fand.

## Beschreibung
Der Rammbock diente dazu Mauern, Tore oder Türme einzureißen. Es gibt viele Varianten. Sie reichten vom einfachen Baumstamm, dem Rennbaum, der von Personen gegen das einzureißende Ziel geprellt wurde, über belastete Wagen, die mit Schwung gegen das Ziel gesteuert wurden und auf Grund ihrer hohen Masse eine enorme Durchschlagskraft hatten, bis hin zu einem schwingenden Stamm, der unter einem Gerüst aufgehängt, von den Angreifern immer wieder gegen das Hindernis gestoßen wurde und mit einem bronzenen Rammkopf ausgerüstet war.

## Abbildungen

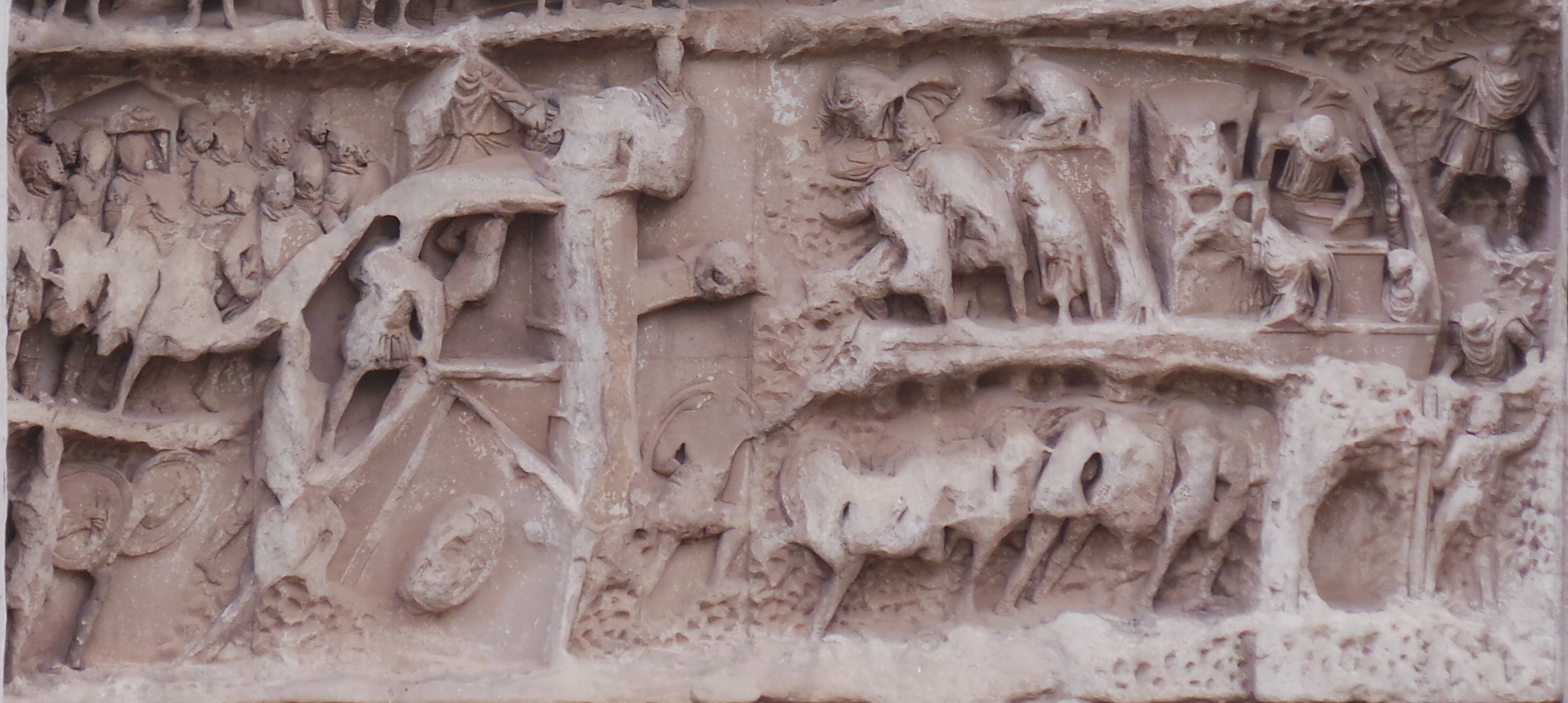
Reliefdarstellung am Septimius-Severus-Bogen, die den Einsatz eines Rammbocks zur Einnahme der belagerten Stadt Ktesiphon darstellt.
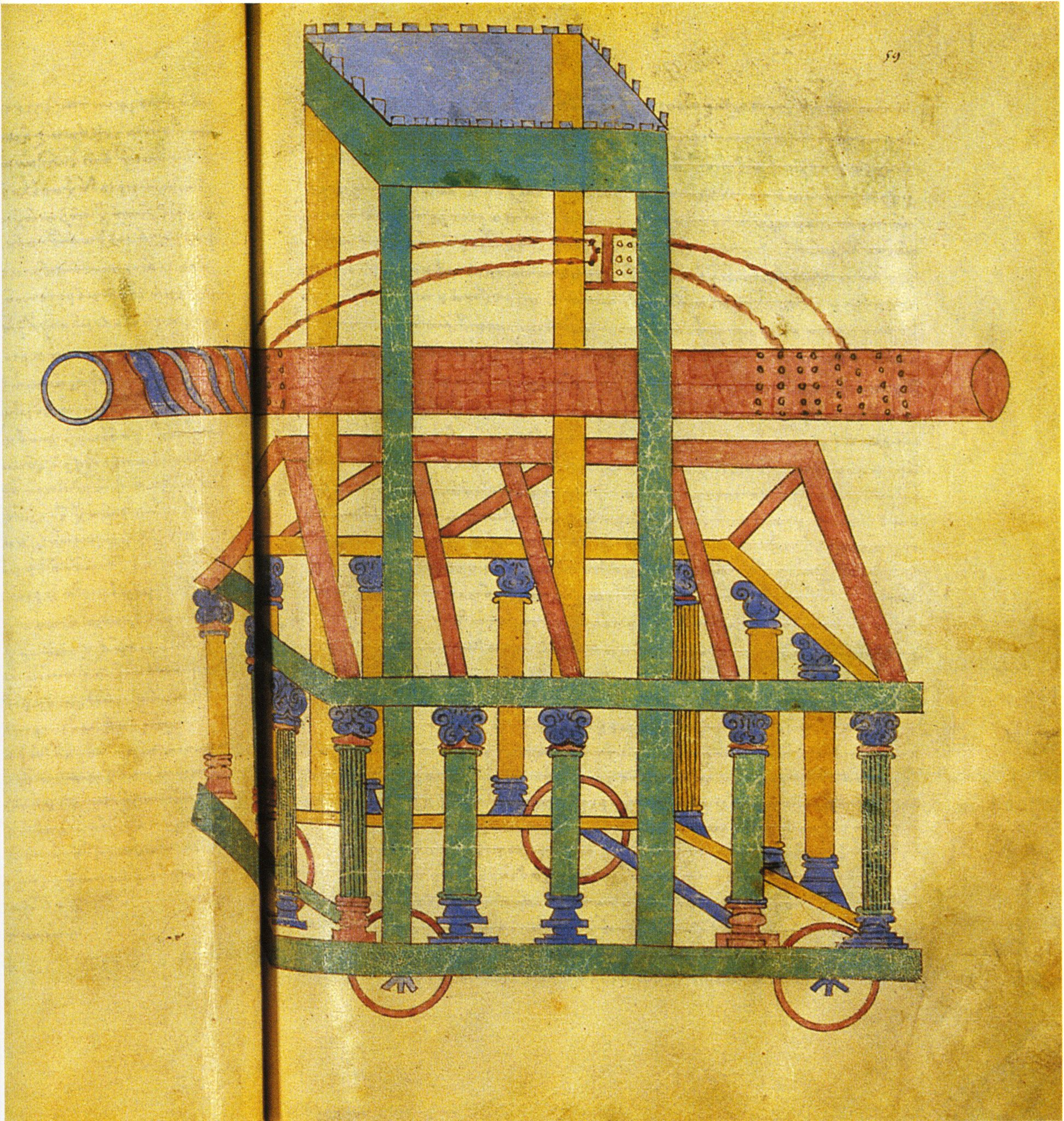
Athenaios, Peri mechanematon: Abbildung eines Rammbocks mit aufgehängtem Rammsporn in der Handschrift Paris, Bibliothèque Nationale, Graec. 2442, fol. 59v (11./12. Jahrhundert)
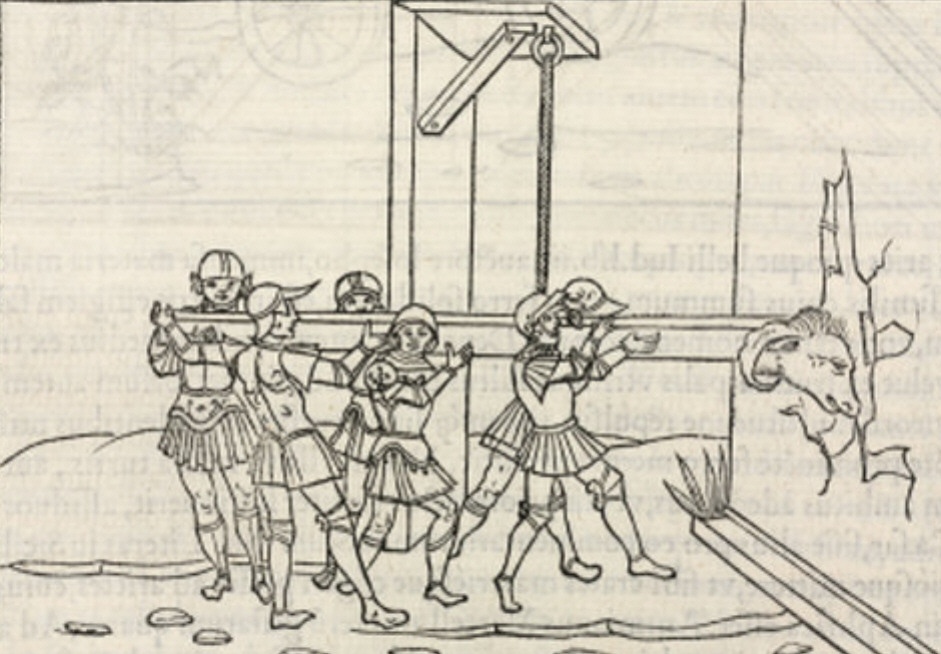
Rammbock der Renaissance
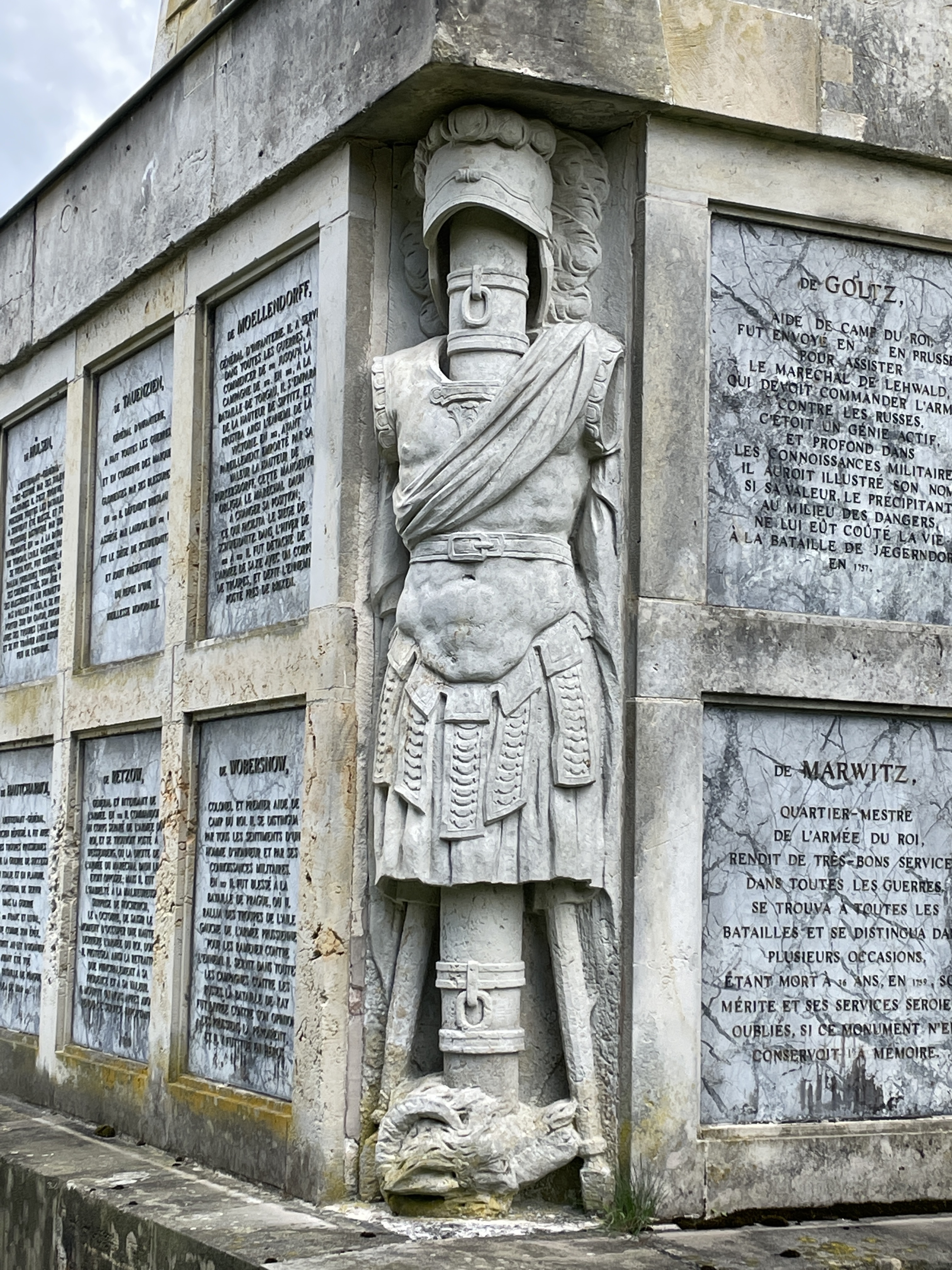
Darstellung eines Rammbocks in einer Rüstungsplastik am Heldendenkmal in Rheinsberg
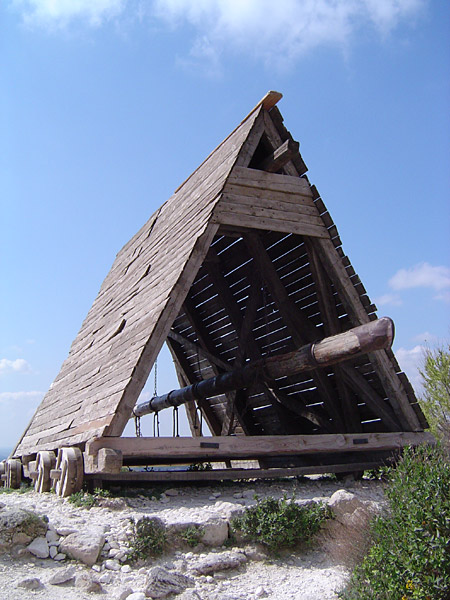
Nachbau eines Rammbocks
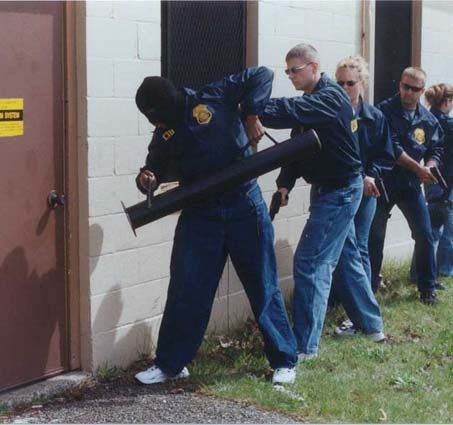
Moderne Ramme

## Moderner Einsatz von Rammböcken

Schutzschild und Rammbock (TOK-TOK) der Militär-Polizei (Feldjäger Bundeswehr)

Heute werden Rammböcke in Form von Tür-Rammen von polizeilichen Spezialeinsatzkommandos sowie der Militärpolizei (MP) verwendet, um z. B. bei einer Stürmung oder einem polizeilichen Zugriff Türen aufzubrechen. Dabei handelt es sich jedoch um kleine, tragbare Ausführungen, die von ein oder zwei Personen eingesetzt werden können; manche von ihnen verfügen zudem über einen Mechanismus, der beim Aufprall ausgelöst wird und die türbrechende Wucht erhöht. Die Rechtmäßigkeit des Einsatzes von Rammböcken im Rahmen von Durchsuchungen kann gerichtlich überprüft werden.